# چارلز جیمز فاکس کامپبل
چارلز جیمز فاکس کامپبل (انگلیسی: Charles James Fox Campbell) یک سیاست‌مدار اهل استرالیا بود. 